# 猪野学
猪野 学（いの まなぶ、1972年10月7日 - ）は、日本の俳優、声優。三重県出身。

## 来歴
1996年に青年座研究所を卒業、劇団青年座に入団。
2002年から2003年放送の『ピュア・ラブ』シリーズでは青年僧侶・陽春役に挑み、本来、体重が56㎏のところ、陽春を演じるときは、53kgまで体重を絞って臨んだ（「陽春体重」と自称している）。それが見事にハマって、ファンを増やす。
2005年に青年座を退団。劇団の先輩の西田敏行が所属する、現在の所属事務所のオフィスコバックに同じく劇団の先輩の緒形直人と共に移籍。
2009年1月2日 - 2009年1月18日に新宿「THEATER/TOPS」にて公演したHIGH LIFE公演 「アケミ」 は、非常に評判が高く、役者内のみならず、HIGH LIFEを知らずに観劇に来た数も多数であった。
2011年12月、城山羊の会公演の舞台「探索」に出演。作家により「こういう役もあうだろう」というあてがきで台本が創られ、今までの役柄とは対照的な役柄を演じ、自身は公演前に「今までの役とギャップが強すぎるので、観客が引いてしまうのではないか」と気にしていたが、これを観たファンや知人から「この役を演じて良かった。役者としての幅が拡がった」と評判は良いものとなった。また、同時にこの役を演じるにあたりファンからは「もっと派手に思い切ったほうが良い」と声があがり、千秋楽までにどんどん進化していった。

## 人物
俳優業の傍ら、『スパイダーマン』などでのトビー・マグワイアの吹き替えでも知られる。猪野学によると、ピーター・パーカーがスパイダーマンに扮するシーンのアフレコは花粉用マスクを重ね付けした上で収録したといい、理想の音を出す為に音響スタッフと苦心した事を後年明かしている。
また、初代実写映画版スパイダーマンをはじめ、2004年4月に入ってからはアニメやゲームでも様々なメディアでピーター・パーカー / スパイダーマンの声を数多く演じている。
劇団青年座在籍中から、劇団での仲間と「HIGH LIFE（ハイライフ）」というユニットを組んでいる。ユニットメンバーは、猪野学・鈴木浩介・綱島郷太郎・小林正寛・蟹江一平である。
プライベートではロードバイクが大好きで、趣味が高じて、2008年12月NHK総合【男自転車ふたり旅〜イタリア1200kmを行く〜】に出演。2014年10月からNHK BS-1にてチャリダー★にレギュラー出演している。
他の趣味に水泳、映画鑑賞、フットサル、特技にスキー、空手を挙げている。資格は全日本スキー連盟公認準指導員、日本赤十字救急救命員、空手初段、普通自動車免許、普通自動二輪免許。

## 出演
太字はメインキャラクター

### テレビドラマ
- 透明人間（1996年、NTV）
- 火曜サスペンス劇場（NTV）
  - 「盲人探偵・松永礼太郎8洗脳」（1997年7月29日）
  - 「下町・銭湯騒動記3」（2003年10月21日） - 小林和彦 役
- 命賭けて（1998年 - 1999年、MBS）
- 発見! 周恩来の東京滞在日記　隣人の肖像（1999年10月3日、TX） - 周恩来 役
- 氷の世界 第6話・第11話（1999年、CX）
- 暴れん坊将軍X 第19話「ケガで十両、死んで百両!?息子に捧げる母の命」（2000年、ANB） - 己之吉 役
- ディア・ゴースト　第6話・第8話・第9話・第18話・第24話・第25話（2000年、MBS）
- 夏のドラマスペシャル「明智小五郎対怪人二十面相」（2002年8月27日、TBS）
- 金曜エンタテイメント（CX）
  - 「壁ぎわ税務官 ライバル登場編」（2002年10月11日）
  - 「しあわせギフトお届け人2　青野大洋　杜の都の事件帖〜」（2004年7月23日）
- ドラマスペシャル「赤糸禅 －ドラマ「ピュア・ラブ」より－」（2002年11月23日、MBS）
- ピュア・ラブ（2002年、MBS） - 遠宮陽春 役
- ピュア・ラブII（2002年-2003年、MBS） - 遠宮陽春 役
- ピュア・ラブIII（2003年、MBS） - 遠宮陽春 役
- 陽はいつか昇る（2004年、TX）
- ハラハラ刑事〜危険な二人の犯罪捜査〜1（2004年、テレビ朝日）
- 土曜ワイド劇場（EX）
  - 「京都殺人案内27 望郷　岡山県頭島〜故郷の母に誓う報復の銃弾!」（2004年11月27日、ABC） - 真中刑事 役
  - 山村美紗サスペンス  狩矢父娘シリーズ 「花の棺」(2005年4月2日) ｰ西川和彦 役
  - 「京都殺人案内28　涙そうそう　沖縄　音川音次郎刑事の一番長い日!」（2005年12月17日、ABC） - 真中刑事 役
  - 「京都殺人案内29　北陸能登金剛〜和倉温泉! 赤い殺意の炎と美人秘書の秘密! 悲しき復讐の絵蝋燭」（2006年11月18日、ABC） - 真中刑事 役
- 19borders（2004年 - 2005年、BS日テレほか）
- タイガー&ドラゴン（2005年、TBS） - 第9話、目黒ウルフ商会 哲也 役
- はぐれ刑事純情派 ファイナル 最終話（2005年6月29日） - 北見雅夫 役
- 月曜ミステリー劇場「ひまわりさん2」（2005年7月25日、TBS）
- 新春ワイド時代劇（TX）
  - 「天下騒乱〜徳川三代の陰謀」（2006年1月2日）
  - 「戦国疾風伝 二人の軍師 秀吉に天下を獲らせた男たち」（2011年1月2日） - 浅井長政 役
  - 「影武者 徳川家康」（2014年1月2日） - 本多正純 役
- 特命!刑事どん亀（2006年、TBS） - 秋山啄磨 役
- NHK大河ドラマ
  - 功名が辻（2006年） - 細川忠興 役
  - 八重の桜（2013年） - 山県有朋 役
  - 西郷どん（2018年） - 吉川監物 役
  - 鎌倉殿の13人（2022年） - 安西景益 役
- 王様の心臓〜リア王より〜（2007年、日本テレビ） - 安藤 役
- 浅草ふくまる旅館（TBS） - 瀬古竜太 役
  - 第1シリーズ（2007年1月〜3月）
  - 第2シリーズ（2007年10月〜12月）
- 華麗なる一族（2007年、TBS）
- 相棒 season6（2007年、テレビ朝日）第6話 - 三原バンドマネージャー 役
- 連続テレビ小説「瞳」（2008年） - 高柳俊介 役
- こちら葛飾区亀有公園前派出所（2009年、TBS） - 刃金 役
- 月曜ゴールデン 西村京太郎サスペンス・十津川警部シリーズ42「九州ひなの国殺人ルート」（2009年9月28日、TBS）
- 浅見光彦〜最終章〜 第5話（2009年11月18日、TBS） - 鶴見刑事 役
- トミカヒーローレスキューファイアー（2010年、テレビ東京） - 福島 役
- テレビ東京開局45周年記念ドラマスペシャル 「シューシャインボーイ」（2010年3月24日、TX）
- 世にも奇妙な物語 20周年スペシャル・春 〜人気番組競演編〜「まる子に会える町」（2010年4月4日、CX）
- フジテレビ開局50周年記念ドラマ「わが家の歴史」第3話 （2010年4月11日、CX） - 手塚担当の編集者 役
- 必殺シリーズ（ABC・EX）
  - 必殺仕事人2010（2010年7月10日） - 陣吉 役
  - 必殺仕事人2019（2019年3月10日） - 杉蔵 役
- うぬぼれ刑事 第9話「強火」（2010年9月3日、TBS） - 宇野消防官 役
- 水曜ミステリー9（TX）
  - 「温泉女将ふたりの事件簿2 日光鬼怒川殺人ライン」（2013年1月30日） - 三好洋一 役
- ドクターX〜外科医・大門未知子〜 第2シリーズ（2013年10月 - 12月、EX） - 亀山久 役
- TEAM -警視庁特別犯罪捜査本部-（2014年4月 - 6月、EX） - 中藤卓 役
- 読売テレビ開局55年記念ドラマ「お家さん」（2014年5月9日、YTV） - 番頭 役
- 金曜プレステージ 剣客商売〜鬼熊酒屋〜（2014年8月8日、CX） - 文吉 役
- 獣医さん、事件ですよ 第10話（2014年9月4日、YTV） - 椎名秀政 役
- 新春ドラマスペシャル 大使閣下の料理人（2015年1月3日、CX） - 前園辰也 役
- アイムホーム（2015年4月 - 6月、テレビ朝日） - 一二三努 役
- 釣りバカ日誌〜新入社員 浜崎伝助〜（2015年10月 - 12月、TX） - 植木秘書課長 役
- ドラマスペシャル 家政婦は見た!（2015年） - 野田健太郎 役
- 民王（2015年7月 - 9月、テレビ朝日） ‐ 冬島一光 役
- 日曜ワイド 「広域警察9」（2017年） - 岸川譲司 役
- テミスの剣（2017年） - 梶浦弁護士 役
- 大女優殺人事件（2018年） - 城森貢 役
- Missデビル 人事の悪魔・椿眞子（2018年） ‐ 柴崎亮 役
- 警視庁・捜査一課長（2018年） ‐ 松川竹彦 役
- 琥珀の夢（2018年） - 西城常蔵 役
- ランウェイ24（2019年） - 島崎翔一 役
- サイン-法医学者 柚木貴志の事件-（2019年） - 会田幹彦 役
- 恐怖新聞（2020年8月29日 - 10月10日、東海テレビ・フジテレビ系） - 蜷川冬夜 役
- フィクサー Season1（2023年） - 佐伯 役

### ラジオドラマ
- 青春アドベンチャー（NHK-FM）
  - 「火喰鳥 羽州ぼろ鳶組」（2018年7月23日 - 8月3日）[3] - 甚助 役
- FMシアター（NHK-FM）
  - 『あの日々たちよ～詩劇としての』（2022年6月11日、塩見三省 作）[4] - 医師 役

### 映画
- 破線のマリス（2000年）
- ハッシュ!（2001年）
- 狗神（2001年）
- 釣りバカ日誌13 ハマちゃん危機一髪!（2002年） - 亀岡 役
- 草の乱（2004年） - 井出為吉 役
- アダン（2006年）
- ゲゲゲの鬼太郎（2007年） - 前田刑事 役
- 自虐の詩（2007年） - タロー 役
- 丘を越えて（2008年） - 長谷川伸策 役
- ステキな金縛り（2011年）
- 大奥〜永遠〜［右衛門佐・綱吉篇］（2012年） - 貞安 役

### 吹き替え

#### 担当俳優
トビー・マグワイア
- スパイダーマンシリーズ（ピーター・パーカー / スパイダーマン）
  - スパイダーマン
  - スパイダーマン2
  - スパイダーマン3
  - スパイダーマン:ノー・ウェイ・ホーム
  - SPIDER-MAN ※ゲーム版
  - スパイダーマン3 ※ゲーム版

- ラスベガスをやっつけろ（ヒッチハイカー）※BD・新DVD版

#### 映画
- I love ペッカー（マット〈ブレンダン・セクストン三世〉）
- キャッチ・ミー・イフ・ユー・キャン（フランク・W・アバグネイル・Jr〈レオナルド・ディカプリオ〉）
- 恐怖の報酬 ※テレビ東京版
- 黒武者（グッドウィン）
- （500）日のサマー（トム・ハンセン〈ジョセフ・ゴードン＝レヴィット〉）
- サイダーハウス・ルール（ウォリー・ワージントン〈ポール・ラッド〉）※ソフト版
- 作戦 The Scam（カン・ヒョンス〈パク・ヨンハ〉）
- ザ・ロイヤル・テネンバウムズ
- JSA（チョン・ウジン〈シン・ハギュン〉）※ソフト版
- スター・ウォーズ エピソード4/新たなる希望（ウェッジ・アンティリーズ）※日本テレビ版3「金曜ロードショー」（特別篇）
- ダイヴ（フレディー〈ハーレイ・クロス〉）
- 天国の口、終りの楽園。（テノッチ〈ディエゴ・ルナ〉）
- トータル・リコール（マクレーン〈ジョン・チョー〉[6]）
- 同居人/背中の微かな笑い声（ジェレミー〈ウィリアム・マクナマラ〉）※テレビ東京版
- ドニー・ダーコ（ドニー・ダーコ〈ジェイク・ジレンホール〉）
- トランス（サイモン〈ジェームズ・マカヴォイ〉）
- ナッティ・プロフェッサー クランプ教授の場合（役名不明）※日本テレビ版
- ニュー・イヤーズ・デイ 約束の日（ジェイク〈アンドリュー・リー・ポッツ〉）
- ネメシス/S.T.X（シンゾン〈トム・ハーディ〉）
- ピッチブラック（ウィリアム・ジョーンズ〈コール・ハウザー〉）※旧盤DVD・ビデオ版
- 誘拐犯（パーカー〈ライアン・フィリップ〉）
- プライベート・ライアン（役名不明）※テレビ朝日版
- ブロークン・アロー（ライリー・ヘイル〈クリスチャン・スレーター〉）※テレビ朝日版
- ロスト・サン
- わが心の友 愛犬デヴォン（アンソニー）

#### ドラマ
- ジャック&ジル（マイケル・“マイキー”・ロッソ〈サイモン・レックス〉）
- バンド・オブ・ブラザース（ジョン・ホール二等兵〈アンドリュー・スコット〉）
- ふたりはお年ごろ（ラリー・スロトニック〈ジェシー・ヘッド〉）
- 冬のソナタ（キム・サンヒョク〈パク・ヨンハ〉）
- フラッシュフォワード（ディミトリ・ノウ〈ジョン・チョー〉）
- フラッシュポイント -特殊機動隊SRU-（マイク・“スパイク”・スカリエッティ巡査）
- ライオンたちとイングリッシュ

#### アニメ
- スパイダーマン 新アニメシリーズ（ピーター・パーカー / スパイダーマン）
- スパイダーマン:アクロス・ザ・スパイダーバース（ピーター・パーカー / スぺクタキュラー・スパイダーマン）
- スペクタキュラー・スパイダーマン（ピーター・パーカー / スパイダーマン）
- リロ・アンド・スティッチ（デイヴィッド〈初代〉）
  - スティッチ!ザ・ムービー
  - リロ アンド スティッチ ザ・シリーズ※シーズン1

### テレビアニメ
- 手塚治虫の旧約聖書物語（1997年、モーセ〈幼年期〉）
- 名探偵コナン（1997年、成瀬圭一）
- アークザラッド（1999年、ジーン）
- 弱虫ペダル LIMIT BREAK（2023年、観客）

### ゲーム
- スパイダーマン（2003年、ピーター・パーカー / スパイダーマン）
- スパイダーマン2（2004年、ピーター・パーカー / スパイダーマン）
- スパイダーマン3（2007年、ピーター・パーカー / スパイダーマン）
- LEGO マーベル スーパー・ヒーローズ ザ・ゲーム（2014年、スパイダーマン、ピーター・パーカー 他[7]）

### バラエティ
- オールスター感謝祭（2003年9月27日・2006年4月1日・2007年9月29日、TBS）
- 男自転車ふたり旅〜イタリア1200キロを行く〜[8]（2008年12月29日、NHK総合）
- BSエンターテイメント「西田・武田の笑モード」（2010年2月6日、NHK-BS2）
- 経済ドキュメンタリードラマ ルビコンの決断（2010年6月24日、テレビ東京）
- チャリダー★〜快汗サイクルクリニック〜（2014年9月23日 - 、NHK BS-1 レポーター）

### アトラクション
- アメイジング・アドベンチャー・オブ・スパイダーマン（ピーター・パーカー / スパイダーマン）